# Třesovice
Třesovice är en ort i Tjeckien. Den ligger i den centrala delen av landet, 90 km öster om huvudstaden Prag. Třesovice ligger 252 meter över havet och antalet invånare är 228.
Terrängen runt Třesovice är platt. Runt Třesovice är det tätbefolkat, med 570 invånare per kvadratkilometer. Närmaste större samhälle är Hradec Králové, 11,9 km sydost om Třesovice. Trakten runt Třesovice består till största delen av jordbruksmark.